# Station Henri Chapelle
Station Henri-Chapelle was een spoorwegstation langs spoorlijn 39 (station Welkenraedt - station Botzelaer) in Henri-Chapelle, een deelgemeente van de gemeente Welkenraedt. Het station werd geopend op 7 december 1870 en gesloten op 2 juni 1957.
0,0: Welkenraedt ·
3,0: Henri Chapelle ·
Birken ·
1,2: Montzen Village ·
2,5: Montzen · /
8,3: Moresnet ·
11,0: Plombières ·
17,1: Gemmenich ·
18,0: Botzelaer